# 매슈 레키
매슈 앨런 레키(Mathew Allan Leckie, 1991년 2월 4일, 멜버른 ~ )는 호주의 축구 선수로 현재 A리그 멘의 멜버른 시티에서 세컨드 스트라이커 겸 라이트 윙으로 활약하고 있다.

## 클럽 경력
매슈 레키는 빅토리아 주의 1부 리그에 속한 불린 라이온스 소속으로 2009년 9월 2일까지 있었고, 이후 애들레이드 유나이티드 FC에 2년 계약하여 프로 축구계에 입문하였다. 9월 18일, 멜버른 빅토리전에서 그는 75분에 교체 투입되어 A-리그 데뷔전을 치렀다.
레키는 2010년 2월 24일, 힌드마쉬 경기장에서 AFC 챔피언스리그 데뷔전을 치르고 결승골을 기록하였는데, 상대는 전년도 우승팀인 포항 스틸러스였다. 그는 상승세를 타고, 2번째 조별리그 경기인 산둥 루넝전에도 출전하였고 또다시 결승골을 득점, 2-0 승리를 견인하였다. 레키는 오스트레일리아 유망주들 중 가장 유능한 선수로 주목받았다.
레키는 2010-11 시즌을 멀티골로 시작하였다. 그는 애들레이드의 첫 5경기에서 2골을 기록하였고, 그의 플레이스타일로 각광을 받아 오스트레일리아 U-19팀 일원으로 참여하여 2010년 AFC U-19 챔피언쉽에 참가하였다. A-리그 시즌 종료 후, 그는 독일의 보루시아 묀헨글라트바흐로 이적하였다. 그는 2011년 7월 9일, 애버딘 FC와의 친선전에서 데뷔하였고, 이 경기에서 2골을 기록하여 5-2 승리를 이끌었다.

## 국가대표팀 경력
2009년 8월, 매슈 레키는 2009년 AFF U-19 챔피언쉽의 명단에 들었고, 홈팀 베트남을 상대로한 4강에서 선제골을 기록하여, 4-1 승리를 일구어냈다. 레키는 2010년에는 AFC U-19 챔피언쉽을 위해 차출되었다.
전 오스트레일리아 축구 국가대표팀 감독 핌 페르베이크 감독은, 2011년 AFC 아시안컵 예선 인도네시아전을 앞두고 25인 명단에 포함시켰다. 오스트레일리아는 이 경기에서 1-0 승리를 거두어 본선행을 확정지었지만, 레키는 결장하였다.

## 수상
오스트레일리아 축구 국가대표팀
- AFC U-19 챔피언쉽 준우승: 2010
- AFF U-19 챔피언쉽: 2010

개인
- 애들레이드 유나이티드 신성: 2009–2010